# Hériménil
Hériménil település Franciaországban, Meurthe-et-Moselle megyében. Lakosainak száma 903 fő (2022. január 1.). Hériménil Fraimbois, Gerbéviller, Lunéville, Moncel-lès-Lunéville, Rehainviller és Xermaménil községekkel határos.

## Népesség
A település népességének változása:
| Lakosok száma | 363  | 530  | 750  | 862  | 949  | 956  | 956  | 955  | 937  | 903  |
|               | 1968 | 1982 | 1990 | 2006 | 2013 | 2015 | 2017 | 2019 | 2020 | 2022 |